# Wladimir Gennadjewitsch Sprindschuk

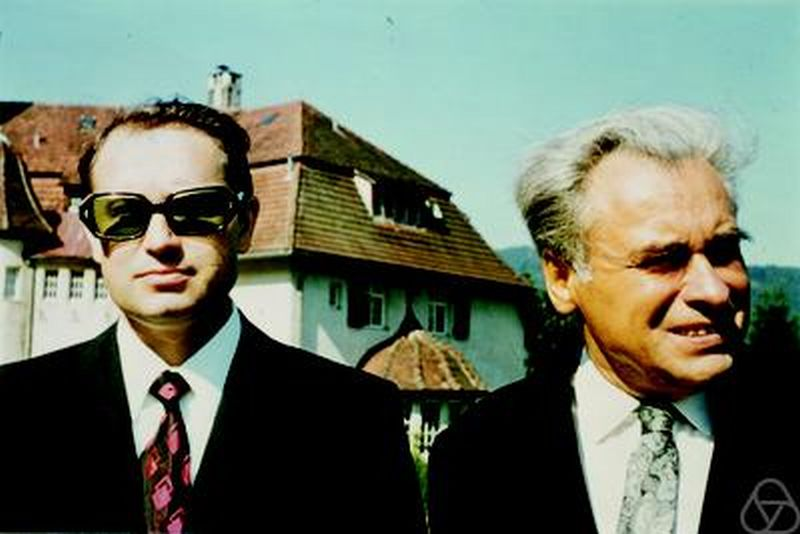
Sprindschuk (links) mit Andrei Schidlowski, 1974

Wladimir Gennadjewitsch Sprindschuk (russisch Владимир Геннадьевич Спринджук, englische Transkription Vladimir Gennadievich Sprindzuk; * 22. Juli 1936 in Minsk; † 26. Juli 1987) war ein sowjetischer Zahlentheoretiker.
Sprindschuk studierte ab 1954 an der Belarussischen Staatsuniversität und ab 1959 an der Universität Vilnius bei Jonas Kubilius. 1963 wurde er promoviert (Metrische Sätze über Diophantische Approximationen durch algebraische Zahlen von beschränktem Grad) und 1965 an der Staatlichen Universität Leningrad habilitiert (russischer Doktorgrad, mit der Arbeit Das Mahler-Problem in der metrischen Theorie der Zahlen). 1969 wurde er Professor und Leiter der Abteilung Zahlentheorie am Mathematischen Institut der Belarussischen Akademie der Wissenschaften in Minsk und hielt Vorlesungen an der Belarussischen Staatsuniversität in Minsk. Er war unter anderem Gastprofessor an der Universität von Paris, an der Polnischen und Slowakischen Akademie der Wissenschaften.
Sprindschuk befasste sich mit Diophantischen Approximationen, Diophantischen Gleichungen (das heißt Lösungen von Polynomen über den ganzen Zahlen) und transzendenten Zahlen. Schon als Student veröffentlichte er seine erste Arbeit, in der er ein Problem von Chintschin löste, mit dem er darüber auch korrespondierte. Ein weiterer entscheidender früher Einfluss war der Leningrader Zahlentheoretiker Juri Wladimirowitsch Linnik, bei dem er sich habilitierte. Sprindschuks Arbeiten aus der Mitte der 1960er Jahre begründeten mit den gleichzeitigen Arbeiten von Wolfgang Schmidt die metrische Theorie Diophantischer Approximationen. 1965 bewies er eine Vermutung von Mahler, dass fast alle reellen Zahlen S-Zahlen (nach der Definition von Mahler) vom Typ 1 sind. Dass fast alle reellen Zahlen S-Zahlen sind, hatte Mahler schon zuvor bewiesen, was von Sprindschuk wesentlich verschärft wurde.
Er war seit 1969 korrespondierendes Mitglied und seit 1986 Mitglied der Belarussischen Akademie der Wissenschaften. Seit 1970 war er Mitherausgeber der Acta Arithmetica. 1970 war er Invited Speaker auf dem Internationalen Mathematikerkongress in Nizza (New applications of analytic and p-adic methods in diophantine approximations).

## Schriften
- Mahler’s Problem in metric number theory. American Mathematical Society 1969 (zuerst russisch, Minsk 1967)
- Metric theory of Diophantine approximations. Winston and Sons, Washington D.C. 1979 (zuerst russisch bei Nauka, Moskau 1977)
- Classical Diophantine Equations. Springer, Lecture Notes in Mathematics Band 1559, 1993 (russisch Moskau 1982)